# سدیم دی‌کرومات
سدیم دی‌کرومات (به انگلیسی: Sodium dichromate) با فرمول شیمیایی Na۲Cr۲O۷ یک ترکیب غیرآلی است که جرم مولی آن ۲۶۱٫۹۷ g/mol می‌باشد. تقریباً تمام سنگ معدن کروم با تبدیل آن به سدیم دی کرومات پالایش می‌شود و تمام ترکیبات و مواد بر پایه کروم از این نمک تهیه می‌شود. از لحاظ واکنش‌پذیری و ظاهر، سدیم دی کرومات و پتاسیم دی کرومات بسیار شبیه به هم هستند. همچنین، انحلال پذیری نمک سدیم در آب حدود ۲۰ بار بیشتر از نمک پتاسیم (۴۹ گرم در لیتر در ۰ درجه سلسیوس) است و وزن معادل آن نیز پایین‌تر است که در بعضی مواقع مطلوب است.

## تولید
سدیم دی کرومات در مقیاس وسیع از سنگ‌های حاوی کروم (III) اکسید تولید می‌شود. سنگ معدنی آن با یک باز، معمولا سدیم کربنات، در دمای حدود ۱۰۰۰ درجه سلسیوس در حضور هوا (منبع اکسیژن) ذوب می‌شود:
2Cr2O3 + 4Na2CO3 + 3O2 ⟶ 4Na2CrO4 + 4CO2
این مرحله کروم را قابل حل می‌کند و اجازه می‌دهد که کروم به داخل آب گرم استخراج شود. در این مرحله، دیگر اجزای سنگ معدن مانند ترکیبات آلومینیوم و آهن، مقدار کمی قابل حل هستند. اسیدی کردن محلول حاصل شده به وسیله اسید سولفوریک یا کربن دی‌اکسید باعث تولید دی کرومات می‌شود:
2Na2CrO4 + 2CO2 + H2O ⟶Na2Cr2O7 + 2NaHCO3
2Na2CrO4 +H2SO4 ⟶ Na2Cr2O7 + Na2SO4 + H2O
دی کرومات به صورت دی هیدرات توسط فرایند کریستالیزاسیون جدا شده‌است. به این ترتیب سالانه میلیون‌ها کیلوگرم دی کرومات سدیم تولید می‌شود.
از آنجا که کروم (VI) سمی است، به خصوص به صورت گرد و غبار، به کارخانه‌های آن قوانین سختگیرانه ای اعمال می‌شود. به عنوان مثال، پساب چنین پالایشگاه‌هایی با عوامل کاهش دهنده برای بازگشت هر کروم (VI) به کروم (III) که خطر کمتری برای محیط زیست دارد، تصفیه می‌شوند. تعداد زیادی از هیدراتهای این نمک شناخته شده‌است، از جمله هیدرات کمتر از ۱۹٫۵ درجه سلسیوس (CAS # 13517-17-4) و همچنین هگزا، تترا و دی هیدرات‌ها. در دمای بیش از ۶۲ درجه سلسیوس، این نمکها به صورت خود به خودی آب از دست می‌دهند تا مواد بی آب را به دست آورند. این ماده در دمای حدود ۳۰ تا ۳۵ درجه سلسیوس بلورین می‌شود.

## ایمنی
سدیم دی کرومات نیز مثل تمام ترکیبات کروم شش ظرفیتی خطرناک است. همچنین یک عامل سرطان زا نیز شناخته می‌شود.